# Аккрингтон (футбольный клуб)

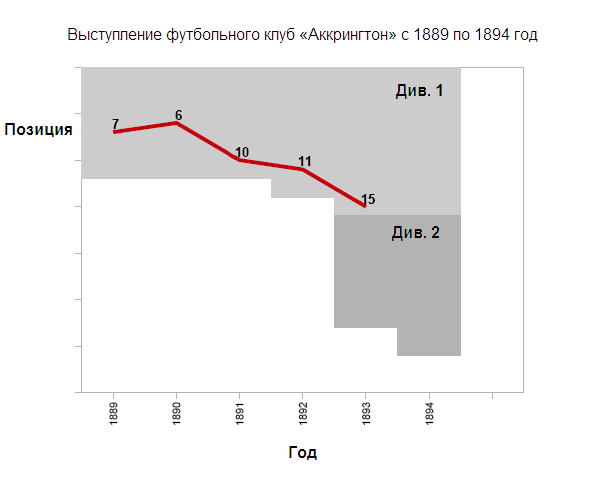
График, демонстрирующий статистику выступлений «Аккрингтона» с сезона 1888/89 по 1893/94.

Футбольный клуб «А́ккрингтон» (англ. Accrington Football Club) — английский профессиональный футбольный клуб из Аккрингтона, Ланкашир. Клуб являлся одним из членов-учредителей Футбольной лиги Англии. «Аккрингтон» был сформирован после встречи в местном пабе в 1876 году. Домашние матчи клуба проводились на поле аккригстонского крикетного клуба, «Торнихолм Роуд».

## История
Клуб был частью восстания против Футбольной ассоциации в 1884 году над профессионализмом. «Аккрингтон» присоединился к Футбольной лиге 17 апреля 1888 года и стал одним из двенадцати команд-основателей Футбольной лиги Англии.
В первом сезоне «Аккрингтон» провёл 22 игры, из которых выиграл 7 и 8 сыграл вничью. В итоговой таблице он занял седьмое место. Лучшим для «Аккрингтона» оказался сезон 1889/90, тогда клуб занял шестое место в лиге. Однако долго в футбольной лиге «Аккрингтон» не задержался. В 1893 году он финишировал на 15-м месте и проиграл переходный матч «Шеффилд Юнайтед» 1:0. Вскоре после этого «Аккрингтон» стал жертвой финансовых проблем, которые в конечном итоге привели к его расформированию. Клуб продолжал играть вне Футбольной лиги вплоть до 1896 года. Последний матч был сыгран 14 января, «Аккрингтон» встречался с «Дарвеном» в одном из раундов большого кубка Ланкашира и проиграл со счётом 12:0.

## История выступлений
| Сезон                    | Див.                     | Место                    | И   | В  | Н  | П  | ГЗ  | ГП  | О   | Кубок Англии | Примечания |
| ------------------------ | ------------------------ | ------------------------ | --- | -- | -- | -- | --- | --- | --- | ------------ | ---------- |
| 1887/88                  | —                        | —                        | —   | —  | —  | —  | —   | —   | —   | Третий раунд |            |
| 1888/89                  | 1-й                      | 7-е                      | 22  | 6  | 8  | 8  | 48  | 48  | 20  | Первый раунд |            |
| 1889/90                  | 1-й                      | 6-е                      | 22  | 9  | 6  | 7  | 53  | 56  | 24  | Второй раунд |            |
| 1890/91                  | 1-й                      | 10-е                     | 22  | 6  | 4  | 12 | 28  | 50  | 16  | Второй раунд |            |
| 1891/92                  | 1-й                      | 11-е                     | 26  | 8  | 4  | 14 | 40  | 78  | 20  | Второй раунд |            |
| 1892/93                  | 1-й                      | 15-е                     | 30  | 6  | 11 | 13 | 57  | 81  | 23  | Второй раунд | Выбывание  |
| 1893/94                  | —                        | —                        | —   | —  | —  | —  | —   | —   | —   | Первый раунд |            |
| Всего в лиге[2]:         | Всего в лиге[2]:         | Всего в лиге[2]:         | 123 | 35 | 33 | 55 | 226 | 314 | 103 |              |            |
| Всего в кубке Англии[3]: | Всего в кубке Англии[3]: | Всего в кубке Англии[3]: | 14  | 5  | 2  | 7  | 24  | 29  | 12  |              |            |

## Игроки сборной
За время своей короткого существования за клуб выступали три игрока, сыгравших за сборную Англии:
- Джордж Хауорт — 5 матчей (1887—1890)
- Джо Лофтхаус — 1 матч (1890)
- Джимми Уайтхед — 1 матч (1893)